# Axel Petermann
Axel Petermann (geb. 6. Oktober 1952 in Bremen) ist ein deutscher Kriminalist, operativer Fallanalytiker und Autor.

## Leben
Axel Petermann ging ursprünglich nur als Wehrersatzdienstleistender auf Zeit zur Polizei. Dann jedoch weckte ein Kriminalistik-Dozent sein Interesse an Verbrechensaufklärung, sodass er eine Laufbahn bei der Kriminalpolizei anstrebte. Die Ausbildung absolvierte er in Bremen und war anschließend von 1975 bis 2014 Beamter der Kriminalpolizei, unter anderem als langjähriger Leiter der 1. Mordkommission und stellvertretender Leiter des Kommissariats für Gewaltverbrechen. In dieser Zeit bearbeitete er eine Vielzahl von Fällen des unnatürlichen Todes bzw. leitete die Ermittlungen bei Tötungsdelikten.
Axel Petermann setzte sich ab 1999 mit den FBI-Methoden des Profilings auseinander und begann nach einer mehrjährigen Ausbildung zum zertifizierten polizeilichen Fallanalytiker mit dem Aufbau der Dienststelle Operative Fallanalyse, deren Leiter er bis zu seiner Pensionierung war. Er vertrat den interdisziplinären kriminalistischen Ansatz des Profilings, wonach der Schlüssel zur Klärung eines Tötungsdeliktes durch die Interpretation der Spuren am Tatort und die Analyse der Opferpersönlichkeit zu finden ist. Da die Auswahl des Opfers und die Tatortspuren auf Entscheidungen des Täters basieren, wird dadurch das Motiv der Tat deutlich und lässt so Rückschlüsse auf sein Profil zu.
Petermann ist seit 2001 Berater verschiedener Tatortproduktionen (unter anderem Bremen, Frankfurt, Leipzig, Münster) und unterstützte namhafte Autoren, wie Thea Dorn und Nele Neuhaus, mit kriminalistischen Überlegungen bei ihren Publikationen. Weiterhin lehrte er als Dozent für Kriminalistik an verschiedenen Hochschulen in Bremen und Mittweida. 2005 war er Mitbegründer des iFF – Interdisziplinäres Forum Forensik. Dabei handelt es sich um einen Zusammenschluss von Fachleuten zur Förderung der Kommunikation zwischen den forensischen Wissenschaften und der Praxis. Ziel ist die bessere  Interpretation von Täterverhalten. Im Rahmen der iFF-Tagungen hat Axel Petermann auch wissenschaftliche Literatur herausgegeben. Er ist Mitglied der Autorengruppe Syndikat.
Sein Podcast Das entscheidende Indiz wurde für den Deutschen Podcast Preis 2024 nominiert.
Seine auf wahren Fällen basierenden Bücher Auf der Spur des Bösen, Im Angesicht des Bösen sowie Der Profiler kamen auf die Spiegel-Bestsellerliste und etablierten sich dort über viele Wochen.
2015 dienten seine Fälle aus seinem Erstlingswerk Auf der Spur des Bösen als Vorlage für eine Inszenierung im Bremer Kriminaltheater. Vier Episoden aus seinen Büchern dienten als Vorlagen für Tatort-Verfilmungen des Hessischen Rundfunks mit den Ermittlern Steier und Mey.
2016 war er Moderator und Fallanalytiker der Sendung „Autopsie – Der Profiler“, eines Spin-offs zu Autopsie – Mysteriöse Todesfälle. 2017 begann er als Moderator zusammen mit der Psychologin Katinka Keckeis in der ZDF-Info-Serie Aufgeklärt – Spektakuläre Kriminalfälle spektakuläre Verbrechen der Nachkriegszeit zu besprechen. Zudem trat er als Protagonist der RTL-Serie Schnapp Dir das Geld! auf. Er ist kriminalistischer Fachberater verschiedener Dokumentar- und Nachrichtensendungen von öffentlich-rechtlichen und privaten Rundfunk- und Fernsehanstalten. Außerdem verfasst er regelmäßig Kommentare für überregionale Printmedien. Weiterhin hatte er Auftritte in diversen Talkshows.
Mit seinem Werk Die Elemente des Todes hat Axel Petermann Anfang Oktober 2018 erstmals zusammen mit Co- und Roman-Autor Claus Cornelius Fischer einen True Crime Thriller geschaffen. Der Fall wurde damals auch als „Der Ofenmörder“ bekannt. Als Ermittler fungiert der fiktive Kriminalhauptkommissar Kiefer Larsen, der die Methoden des Profilings bei der Aufklärung der Mordserie einsetzt.
Am 1. Oktober 2019 erschien mit Die Diagramme des Todes der Folgeband der Serie um den ermittelnden Kommissar Kiefer Larsen und ebenfalls nach einer wahren Begebenheit, bei der ein Serienmörder mehrere Prostituierte tötet und über seine Empfindungen bei den Verbrechen sogenannte Fantasiediagramme zeichnet.
Im September 2021 erreichte sein viertes Sachbuch Im Auftrag der Toten auf Anhieb die Bestsellerlisten. In seinem neuen Buch recherchiert Petermann auf Bitten von Angehörigen in Athen, auf Kreta, in der Schweiz und in München.
Gemeinsam mit der Autorin Petra Mattfeldt hat Petermann in der Romanserie Im Kopf des Bösen, die Figur der mit dem Asperger-Syndrom versehenen Fallanalytikerin Sophie Kaiser entwickelt, die als Profilerin reale Kriminalfälle der Zeitgeschichte im Heute bearbeitet.
Mit seiner Frau Anna hat Petermann drei Söhne und lebt bei Bremen. Beide vertreten ehrenamtlich für die Hilfsorganisation ANUAS e.V., Berlin, als Botschafter und Schirmherren die Rechte Angehöriger von Gewaltopfern.

## Veröffentlichungen
- mit Luise Greuel: Macht, Fantasie, Gewalt (?): Täterfantasien und Täterverhalten in Fällen von (sexueller) Gewalt. Pabst, Berlin u. a. 2006, ISBN 3-89967-286-0.
- mit Luise Greuel (Hrsg.): Macht – Nähe – Gewalt (?): (Sexuelle) Gewalt- und Tötungsdelikte im sozialen Nahraum. Pabst, Berlin u. a. 2007, ISBN 978-3-89967-345-6.
- mit Luise Greuel (Hrsg.): Macht – Familie – Gewalt (?): Intervention und Prävention bei (sexueller) Gewalt im sozialen Nahraum. Pabst, Berlin u. a. 2009, ISBN 978-3-89967-454-5.
- mit Lothar Strüh: Auf der Spur des Bösen. Ein Profiler berichtet. Ullstein, Berlin 2010, ISBN 978-3-548-37325-6.
- Im Angesicht des Bösen. Ungewöhnliche Fallberichte eines Profilers. Kindler, Reinbek 2012, ISBN 978-3-463-40610-7.
- mit Dietmar Wunder: Auf der Spur des Bösen. 4 CDs (= Vox Crime Edition). Audio Media, München 2012, ISBN 978-3-86804-627-4.
- Der Profiler – Ein Spezialist für ungeklärte Morde berichtet. Heyne, München 2015, ISBN 978-3-453-60359-2.
- mit Claus Cornelius Fischer: Die Elemente des Todes – True-Crime-Thriller. Droemer Knaur, München 2018, ISBN 978-3-426-52313-1.
- mit Claus Cornelius Fischer: Die Diagramme des Todes – True-Crime-Thriller. Droemer Knaur, München 2019, ISBN 978-3-426-52468-8.
- Im Auftrag der Toten: Cold Cases – Ungelösten Morden auf der Spur. Ein Profiler ermittelt, Heyne Verlag, München 2021, ISBN 978-3-453-60580-0.
- mit Petra Mattfeldt: Im Kopf des Bösen: Der Sandmann – Authentischer True-Crime-Thriller. Blanvalet Verlag, München 2023, ISBN 978-3-7645-0831-9.
- mit Petra Mattfeldt: Im Kopf des Bösen: Ken und Barbie – Authentischer True-Crime-Thriller – Blanvalet Verlag, München 2024, ISBN 978-3-7645-0832-6.

## Filmografie
- 2011: Der Tote im Nachtzug (Tatort)
- 2012: Es ist böse (Tatort)
- 2012: Im Namen des Vaters (Tatort)
- 2013: Wer das Schweigen bricht (Tatort), basierend auf Was geschah in Zelle 26?
- 2016: Autopsie – Der Profiler
- 2017: Aufgeklärt – Spektakuläre Kriminalfälle: Wenn Frauen töten: Marianne Bachmeier
- 2017: Aufgeklärt – Spektakuläre Kriminalfälle: Die Lust am Töten: Jürgen Bartsch
- 2018: Aufgeklärt – Spektakuläre Kriminalfälle: Mord ohne Gewissen: Der St. Pauli-Killer
- 2018: Aufgeklärt – Spektakuläre Kriminalfälle: Motiv Habgier: Der Hammer-Mörder
- 2019: Aufgeklärt – Spektakuläre Kriminalfälle: Leben mit der Schuld – Der Fall Lolita Brieger
- 2019: Aufgeklärt – Spektakuläre Kriminalfälle: Motiv Eifersucht? Der Fall Ingrid van Bergen
- 2019: Aufgeklärt – Spektakuläre Kriminalfälle: Falsche Fährten: Der Fall Walter Sedlmayr
- 2020: Aufgeklärt – Spektakuläre Kriminalfälle: Eltern unter Verdacht: Die Akte Monika Weimar
- 2020: Aufgeklärt – Spektakuläre Kriminalfälle: Die Morde von Lebach
- 2020: Aufgeklärt – Spektakuläre Kriminalfälle: Spurlos verschwunden: Der Fall Sigrid Paulus
- 2021: Aufgeklärt – Spektakuläre Kriminalfälle: Der Fall Reemtsma
- 2021: Aufgeklärt – Spektakuläre Kriminalfälle: Fatale Liebe – Der Fall Britta B.
- 2021: Aufgeklärt – Spektakuläre Kriminalfälle: Der Maskenmann
- 2021: Aufgeklärt – Spektakuläre Kriminalfälle: Der Klinik-Killer
- 2021: Aufgeklärt – Spektakuläre Kriminalfälle: Der Fall Kalinka Bamberski
- 2021: Aufgeklärt – Spektakuläre Kriminalfälle: Der LKW-Mörder
- 2023: Aufgeklärt – Spektakuläre Kriminalfälle: Mysteriöser Doppelmord: Die Toten im Teppich
- 2023: Aufgeklärt – Spektakuläre Kriminalfälle: Vermisst: Der Fall Mareike
- 2023: Aufgeklärt – Spektakuläre Kriminalfälle: Mord in der Millionärs-Villa
- 2023: Aufgeklärt – Spektakuläre Kriminalfälle: Tod eines Finanzbeamten